# Melancistrus
Melancistrus is een geslacht van vliesvleugeligen uit de familie Pteromalidae. De wetenschappelijke naam van dit geslacht is voor het eerst geldig gepubliceerd in 1969 door Graham.

## Soorten
Het geslacht Melancistrus omvat de volgende soorten:
- Melancistrus diplosidis (Eckel, 1903)
- Melancistrus mucronatus (Thomson, 1876)
- Melancistrus specularis Graham, 1969